# Shorttrack-Europameisterschaften 2018
Die Shorttrack-Europameisterschaften 2018 waren die 22. Auflage der Shorttrack-Europameisterschaften und fanden vom 12. bis 14. Januar 2018 in der EnergieVerbund Arena in der sächsischen Landeshauptstadt Dresden statt. Ausrichter war die Internationale Eislaufunion (ISU).
Insgesamt wurden zehn Europameistertitel vergeben, jeweils einer im Mehrkampf und in der Staffel an Männer und Frauen sowie über die Einzelstrecken über 500, 1000 und 1500 Meter. Um den Mehrkampfeuropameister zu ermitteln, bestritten die Athleten Wettkämpfe über die drei Distanzen 500 m, 1000 m und 1500 m. Die acht in der Mehrkampfwertung bestplatzierten Athleten nach diesen drei Strecken traten dann im 3000-m-Superfinale an.
Erfolgreichster Teilnehmer war der Niederländer Sjinkie Knegt, der fünf Goldmedaillen gewann, darunter den Titel im Mehrkampf. Bei den Frauen entschied Arianna Fontana aus Italien das Rennen über 1000 Meter und die Mehrkampf-Gesamtwertung für sich. Das Staffelfinale bei den Frauen gewann Russland vor Ungarn und Frankreich, bei den Männern siegte die Niederlande vor Russland und Ungarn.

## Teilnehmende Nationen
Insgesamt nahmen 135 Athleten aus 27 Ländern an den Europameisterschaften teil, darunter 75 Männer und 60 Frauen.
| Teilnehmende Nationen (Frauen/Männer)                                                                                             | Teilnehmende Nationen (Frauen/Männer)                                                                 | Teilnehmende Nationen (Frauen/Männer)                                                                  | Teilnehmende Nationen (Frauen/Männer)                                                   |
| --- | --- | --- | --------------------------------------------------------------------------------------- |
| Belarus (4/4) Belgien (2/5) Bosnien und Herzegowina (0/2) Bulgarien (2/1) Deutschland (4/5) Frankreich (4/5) Großbritannien (4/4) | Irland (0/1) Israel (0/1) Italien (5/5) Kroatien (4/1) Lettland (0/5) Litauen (0/1) Niederlande (5/5) | Norwegen (0/2) Österreich (0/1) Polen (5/5) Rumänien (1/1) Russland (5/5) Schweden (0/2) Serbien (0/1) | Slowakei (2/0) Slowenien (0/1) Tschechien (4/1) Türkei (0/2) Ukraine (4/4) Ungarn (5/5) |

## Ergebnisse

### Frauen
| Wettbewerb             | Gold | Gold         | Silber                                                                                | Silber       | Bronze                                                                            | Bronze       |
| Wettbewerb             | Athletin | Leistung     | Athletin                                                                              | Leistung     | Athletin                                                                          | Leistung     |
| ---------------------- | --- | ------------ | ------------------------------------------------------------------------------------- | ------------ | --------------------------------------------------------------------------------- | ------------ |
| 500 Meter              | Martina Valcepina                                                                                               | 0:42,805 min | Arianna Fontana                                                                       | 0:42,852 min | Sofja Proswirnowa                                                                 | 0:43,141 min |
| 1000 Meter             | Arianna Fontana                                                                                                 | 1:31,921 min | Suzanne Schulting                                                                     | 1:31,942 min | Anna Seidel                                                                       | 1:32,417 min |
| 1500 Meter             | Martina Valcepina                                                                                               | 2:36,889 min | Yara van Kerkhof                                                                      | 2:37,373 min | Sára Luca Bácskai                                                                 | 2:37,689 min |
| 3000 Meter Superfinale | Sofja Proswirnowa                                                                                               | 5:47,610 min | Arianna Fontana                                                                       | 5:47,690 min | Suzanne Schulting                                                                 | 5:47,758 min |
| 3000 Meter Staffel     | Russland Tatjana Borodulina Emina Malagitsch Sofja Proswirnowa Jekaterina Jefremenkowa Jekaterina Konstantinowa | 4:11,462 min | Ungarn Bernadett Heidum Andrea Keszler Zsófia Kónya Petra Jászapáti Sára Luca Bácskai | 4:11,582 min | Frankreich Véronique Pierron Tifany Huot-Marchand Selma Poutsma Gwendoline Daudet | 4:18,935 min |
| Gesamtwertung          | Arianna Fontana                                                                                                 | 84 Punkte    | Martina Valcepina                                                                     | 70 Punkte    | Sofja Proswirnowa                                                                 | 49 Punkte    |

### Männer
| Wettbewerb             | Gold                                                                                   | Gold         | Silber                                                                                      | Silber       | Bronze                                                                       | Bronze       |
| Wettbewerb             | Athlet                                                                                 | Leistung     | Athlet                                                                                      | Leistung     | Athlet                                                                       | Leistung     |
| ---------------------- | -------------------------------------------------------------------------------------- | ------------ | ------------------------------------------------------------------------------------------- | ------------ | ---------------------------------------------------------------------------- | ------------ |
| 500 Meter              | Sjinkie Knegt                                                                          | 0:41,377 min | Wiktor Ahn                                                                                  | 0:41,441 min | Sébastien Lepape                                                             | 0:41,608 min |
| 1000 Meter             | Sjinkie Knegt                                                                          | 1:27,898 min | Semjon Jelistratow                                                                          | 1:28,119 min | Roberto Puķītis                                                              | 1:28,140 min |
| 1500 Meter             | Sjinkie Knegt                                                                          | 2:14,886 min | Semjon Jelistratow                                                                          | 2:14,942 min | Vladislav Bykanov                                                            | 2:15,432 min |
| 3000 Meter Superfinale | Vladislav Bykanov                                                                      | 5:02,882 min | Thibaut Fauconnet                                                                           | 5:03,281 min | Sébastien Lepape                                                             | 5:05,631 min |
| 5000 Meter Staffel     | Niederlande Daan Breeuwsma Sjinkie Knegt Itzhak de Laat Dennis Visser Dylan Hoogerwerf | 6:36,198 min | Russland Semjon Jelistratow Denis Airapetjan Wiktor Ahn Alexander Schulginow Pawel Sitnikow | 6:36,273 min | Ungarn Viktor Knoch Csaba Burján Sándor Liu Shaolin Shaoang Liu Cole Krueger | 6:36,348 min |
| Gesamtwertung          | Sjinkie Knegt                                                                          | 107 Punkte   | Vladislav Bykanov                                                                           | 52 Punkte    | Semjon Jelistratow                                                           | 43 Punkte    |

## Medaillenspiegel
| Platz  | Land        | Gold | Silber | Bronze | Gesamt |
| ------ | ----------- | ---- | ------ | ------ | ------ |
| 1      | Niederlande | 5    | 2      | –      | 7      |
| 2      | Italien     | 4    | 2      | –      | 6      |
| 3      | Russland    | 1    | 4      | 3      | 8      |
| 4      | Ungarn      | –    | 1      | 2      | 3      |
| 5      | Israel      | –    | 1      | 1      | 2      |
| 6      | Frankreich  | –    | –      | 2      | 2      |
| 7      | Deutschland | –    | –      | 1      | 1      |
| 7      | Lettland    | –    | –      | 1      | 1      |
| Gesamt | Gesamt      | 10   | 10     | 10     | 30     |